# Eilema lachesis
Eilema lachesis är en fjärilsart som beskrevs av De Toulgoët 1965. Eilema lachesis ingår i släktet Eilema och familjen björnspinnare. Inga underarter finns listade i Catalogue of Life.